# Yaminawá
Die Yaminawá (Name in Brasilien) oder Yaminahua (Name in Peru and Bolivien) sind eine indigene Ethnie im Dreiländereck von Brasilien, Bolivien und Peru, die der Pano-Sprachfamilie angehört. Sprachlich sowie ethnisch eng verwandt sind die ebenfalls zur Pano-Sprachfamilie gehörenden Yawanawá.
Beide Gruppen dürfen jedoch nicht mit den verschiedenen Gruppen der Yanomami verwechselt werden, die mit den Yanomam-Sprachen einer völlig anderen Sprachfamilie angehörten.

## Lebensraum
Ihren jetzigen Lebensraum haben sie vor etwa 3800 Jahren erreicht. Ihr Siedlungsgebiet überlappt sich mit dem der Machineri, im Gegensatz zu ihnen sprechen sie eine Pano- bzw. Paño-Sprache und hatten öfter Konflikte miteinander. Bis zum Beginn des Kautschukbooms ab 1880 hatten sie ihr Land exklusiv. Sie haben die Bedrohungen im Zuge des Kautschukzapfens aber überlebt: die Cotiana, die Camari, die Inhamoré, die Capixi und die Iñapari wurden ausgelöscht, meist indirekt durch Epidemien. Ihr Glück war, dass sie sich vor den Weißen tiefer in die Wälder zurückgezogen haben. Neuer Druck auf ihr Land ergibt sich durch Landvergabe an Landlose aus dem Nordosten Brasiliens und aus der Küsten- und Gebirgsregion Perus und auch durch Rinderzuchtgroßprojekte. Bisher blieben die Yaminawá aber von Invasionen verschont.
Sie treiben Subsistenzwirtschaft, geringfügigen Handel (mit Nüssen) treiben sie in Cobija, das zwar 15 Bootsstunden entfernt liegt, aber sie haben keinen Zugang zu den näher gelegenen Märkten von Assis Brasil und Bolpebra.
Rituelle Bedeutung haben Schlangen (Sicuris und Vipern), man sieht in ihnen die eigenen Vorfahren.
In Brasilien leben sie im Bundesstaat Acre an der Grenze zu Peru, einige im Indianerschutzgebiet Terra Indígena Mamoadate am Rio Iaco (seit 1987, 3136 km²), andere im Schutzgebiet Cabeceiras do Rio Acre (seit 1992, 785 km²). Von insgesamt 618 Yaminawá lebten 1999 dort 81 bzw. 217 Personen. Manche leben auch bei der Stadt Assis Brasil oder in den Favelas von Rio Branco. Gesundheitsversorgung und Ausbildung werden nur ungenügend durch staatliche Stellen und protestantische oder dominikanische Missionare erbracht.
In Peru leben 324 Yaminawá (1993).
In Bolivien leben die meisten der 630 Yaminawá (1997) im Departamento Pando im Municipio Bolpebra, meist in Puerto Yaminahua. Nur wenige leben in Cobija. Ihre Sprache ist als offizielle Sprache in Bolivien anerkannt.